# Bathseslussen

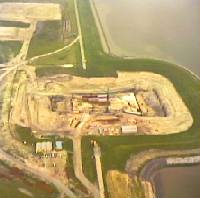
Bathseslussen

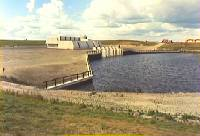
Bathseslussen

Bathseslussen (nederländska: Bathse spuisluis) är en översvämningsbarriär nära Reimerswaal i västra Zeelandi Nederländerna. Barriären ska reglera vattenståndet vid hotande översvämningar från Nordsjön och utgör en del av Deltawerken och invigdes 1987.

## Geografi
Barriären är del av Bathse Silkanalen (Bathse Spuikanaal) som sträcker sig parallellt med kanalen Schelde-Rhenkanalen inom kommunen Reimerswaal sydöst om orten Rilland nära orten Bath på Zuid-Beveland.

## Konstruktionen
Barriären är en silsluss och ligger i slutet av den cirka 8 km långa Bathse Silkanalen mellan floden Oosterschelde och viken Westerschelde.
Silslussen fungerar som lås till kanalen som har en bredd på cirka 140 meter med ett djup på cirka 7 meter. Pumpsystemet kan pumpa upp till 100 m³ per sekund vilket ger en kapacitet om cirka 8,5 miljoner m³ vatten per dygn.

## Historia
Första spadtaget på silslussen gjordes 1980 och kanalen påbörjades 1982. Kanalen färdigställdes i maj 1986 och silslussen i september 1987. Barriären invigdes samma år.
Barriären är den enda konstruktionen inom Deltawerken som inte är byggd för översvämningsskydd utan i syfte att reglera överskottsvatten från Markiezaathavet, Volkerak och Zoomhavet vid översvämningar.